# Not Just You
«Not Just You» —en español: No solo tú— es el segundo sencillo de Cody Simpson de su segundo EP Coast to Coast. Fue lanzado el 16 de septiembre de 2011 por Atlantic Records..

## Antecedentes
«Not Just You» fue originalmente escrita y cantada por Nasri Atweh en el 2009. Simpson hizo un cover de la canción y su video letra fue subido a YouTube el 16 de septiembre de 2011. El 21 de septiembre de 2011, "Not Just You" fue sencillo n.º 1 en iTunes. El 11 de octubre de 2011, un vídeo musical de la canción fue lanzado en el canal de Youtube de Simpson.

## Vídeo musical
El video de "Not Just You" fue filmado el 17 de septiembre de 2011, con Roman White. El video fue filmado en Venice Beach, y en el centro de Los Ángeles. El video fue dirigido por Roman White. Madison McMillin coprotagonizó el vídeo. El video se estrenó el 11 de octubre de 2011 en MTV y MTV.com.